# Eupelmus kashmiricus
Eupelmus kashmiricus är en stekelart som beskrevs av T.C. Narendran 2001. Eupelmus kashmiricus ingår i släktet Eupelmus och familjen hoppglanssteklar. Inga underarter finns listade i Catalogue of Life.